# Peerapat Kantha
Peerapat Kantha (thailändisch ภีรภัทร์ กันทา, * 21. Juni 2000 in Bueng Kan) ist ein thailändischer Fußballspieler.

## Karriere
Peerapat Kantha steht seit mindestens 2020 beim Khon Kaen FC unter Vertrag. Der Verein aus Khon Kaen, einer Stadt in der Provinz Khon Kaen in der Nordostregion von Thailand, dem Isan, spielte in der zweithöchsten thailändischen Liga, der Thai League 2. Sein Zweitligadebüt gab er am 3. Spieltag (26. Februar 2020) im Heimspiel gegen Nongbua Pitchaya FC. Hier wurde er in der 75. Minute für Somprasong Promsorn eingewechselt. Das Spiel gewann Nongbua mit 1:0. Für Khon Kaen bestritt er 12 Zweitligaspiele. Im Juni 2020 unterschrieb er einen Vertrag beim Songkhla FC. Mit dem Verein aus Songkhla spielt er in der dritten Liga. Hier trat der Verein in der Southern Region an. Für Songkhla bestritt er 26 Drittligaspiele. Nach der Hinserie 2022/23 wechselte er im Januar 2023 zum ebenfalls in der Southern Region spielenden MH Nakhonsi City FC. Mit dem Verein aus Tha Sala wurde er am Ende der Saison Vizemeister. In den Aufstiegsspielen konnte man sich durchsetzen, jedoch wurde dem Verein die Lizenz für die zweite Liga verweigert. Im Sommer 2023 ging er in den Nordosten von Thailand, wo er einen Vertrag beim Muang Loei United FC unterschrieb. Mit dem Verein spielte er elfmal in der North/Eastern Region der Liga. Nach der Hinserie verließ er den Verein und schloss sich im Dezember dem Dome FC an. Mit dem Verein spielte er 13-mal in der vierten Liga, der Thailand Semi-Pro League. Am Ende der Saison 2024 wurde er mit dem Verein Meister der Bangkok Metropolitan Region und stieg somit in die dritte Liga auf. Nach dem Aufstieg wurde sein Vertrag nicht verlängert. Nach kurzer Vertragslosigkeit unterschrieb er im Dezember 2023 einen Vertrag beim Drittligisten Songkhla FC. Am Ende der Saison 2024/25 feierte er mit dem Verein die Meisterschaft der Region. Am 19. April 2025 stand er mit Songkhla im Finale des Thai League 3 Cups. Hier verlor man im BG Stadium gegen den Thonburi United FC mit 5:4 im Elfmeterschießen.

## Erfolge
Dome FC
- Thailand Semi-Pro League – Bangkok Metropolitan Region: 2024  ▲

Songkhla FC
- Thai League 3 – South: 2024/25
- Thai League 3 Cup-Finalist: 2024/25